# Поляков, Валентин Иванович
Валентин Иванович Поляков  (24 января 1915 — 20 августа 1977) — советский живописец, график, художник, педагог.

## Биография
Родился 24 января 1915 на хуторе Солонцы Николаевской области, а в 1917 вместе с матерью учительницей переехал в Одессу.
В 1932 году Поляков поступает в Одесское художественное училище, где учится у художников П. Г. Волокидина и Т. Б. Фрейермана. Обучаясь в Одессе находился и под воздействием живописи К. К. Костанди.
После окончания училища в 1938 году был рекомендован для продолжения учёбы в Московский художественный институт. Его приняли, и он учится у известных живописцев и педагогов А. А. Осмеркина и П. Д. Покаржевского.
В военные годы Поляков добровольно вступил в народное ополчение. На Брянщине попал в окружение. После выхода из окружения был демобилизован и получил возможность продолжать учёбу в институте, который в это время находился в эвакуации в Самарканде. Там Поляков руководил студенческими производственными мастерскими.
В конце 1943 года институт возвращается в Москву. В 1948 году Поляков пишет и защищает дипломную картину «Освобождение Одессы».
Принят в Союз художников СССР.
Почти все последующие 50-е пишет работы, не выходя из рамок требований Художественного салона и выставкомов тех лет.
Поляков жаждал реализации своего личного видения и в конце 50-х сворачивает на новый экспериментальный путь творчества.
Летом 1960 переехал в мастерскую на Сиреневом бульваре, в которой и проработал до конца жизни. Соседями по мастерской были такие художники, как С. А. Павловский, Н. И. Андронов, Н. А. Егоршина, П. Ф. Никонов, М. В. Иванов. Общение с этими художниками способствовало творческому развитию Полякова.
С 1961—1969 руководил студией живописи при Центральном Доме архитекторов в Москве.
Занимался разработкой интерьеров зданий и сооружений. Им были выполнены фрески в комплексе зданий на Новом Арбате (интерьеры ресторана «Валдай»), на фабрике детской игрушки в Москве, в зале столовой дома отдыха под Москвой, в Доме культуры в Астрахани и другие.
Работая над фреской в городе Сочи в 1969, художник упал с лесов, ударившись поясницей о перила лестницы. Потребовалась срочная операция по удалению порвавшейся почки.
Летом 1970 провел эксперимент. Получив разрешение у администрации ГМИИ им. А. С. Пушкина, художник привез несколько своих работ, которые он ставил рядом с теми картинами, с которыми хотел.
Скончался 20 августа 1977 в Москве. Похоронен на Ваганьковском кладбище.
Произведения художника находятся в ГТГ, ГРМ, в крупных региональных и областных музеях России и СНГ, в частных коллекциях в России и за рубежом.
Выставочная деятельность началась с участия в выставке Ассоциации рабочих художников-самоучек в Одессе в 1930 году.

## Основные выставки, в которых принимал участие В. И. Поляков
| 1948        | Всесоюзная выставка произведений молодых художников ГМИИ им. А. С. Пушкина, Москва. |
| 1949        | Всесоюзная художественная выставка, ГТГ, Москва. Выставка живописи, скульптуры, политической сатиры и графики, Дом художника, Москва. |
| 1950        | Выставка произведений московских художников. Выставочный зал Московского товарищества художников, Москва. Всесоюзная художественная выставка, ГТГ, Москва. Выставка эстампов и акварелей московских художников-графиков, ГРМ, Ленинград. Передвижная выставка произведений молодых советских художников, Вильнюс, ГХМ, Минск, Рига, Таллин. |
| 1951        | Выставка этюдов, выполненных в творческих командировках на морском и речном флотах, Выставочный зал МОССХа, Москва. |
| 1952        | Выставка работ художников — участников творческой группы Дома творчества «Гурзуф», Выставочный зал МОССХа, Москва. |
| 1954        | Выставка живописи группы московских художников, Измайловский парк культуры, Москва. |
| 1957        | Выставка этюдов московских художников, Москва. |
| 1959        | Выставка к ХХI съезду КППС, Москва. Выставка к 112-й годовщине со дня рождения Н. Е. Жуковской (выставка включена в основную экспозицию научно-мемориального музея), Жуковский. |
| 1960        | Выставка работ московских художников, Москва. Персональная выставка в залах ЦДА, Москва. |
| 1964        | Выставка-продажа в Лондоне. |
| 1965        | Художники-маринисты ко Дню рыбака, Москва. |
| 1966        | Персональная выставка в Выставочном зале МОСХа Персональная выставка в г. Дубне. |
| 1967        | Весенняя выставка произведений московских художников, Москва. |
| 1968        | Осенняя выставка произведений московских художников, Москва. |
| 1973        | III Всесоюзная выставка акварели. Осенняя выставка произведений московских художников, Москва. |
| 1977        | Посмертный вечер памяти В. И. Полякова в залах ЦДХ, Москва. |
| 1980 — 1981 | Посмертная выставка ЦДХ, Москва. |